# مکس بارتل
مکس بارتل (آلمانی: Max Barthel) یک سیاست‌مدار اهل آلمان بود.